# Paul Parry
Paul Ian Parry (ur. 19 sierpnia 1980 w Chepstow) – walijski piłkarz występujący na pozycji pomocnika. Zawodnik klubu Shrewsbury Town.

## Kariera klubowa
Parry zawodową karierę rozpoczynał w 1998 roku w angielskim zespole Hereford United z Conference. Jego barwy reprezentował przez 5,5 roku. W tym czasie rozegrał tam 150 spotkań i zdobył 29 bramek. Na początku 2004 roku trafił do Cardiff City z Division One. Zadebiutował tam 10 stycznia 2004 roku w wygranym 3:2 pojedynku z Rotherhamem United. 13 marca 2004 roku w wygranym 2:1 spotkaniu z Norwich City strzelił pierwszego gola w Division One. Od sezonu 2004/2005 startował z zespołem w nowo powstałej lidze Championship, będącej następcą Division One jako drugiego poziomu rozgrywek. W 2008 roku Parry dotarł z klubem do finału Pucharu Anglii, jednak zespół Cardiff uległ tam 0:1 ekipie Portsmouth.
W 2009 roku Parry podpisał kontrakt z zespołem Preston North End, także występującym w Championship. Zadebiutował tam 8 sierpnia 2009 roku w zremisowanym 2:2 pojedynku z Bristolem City.

## Kariera reprezentacyjna
W reprezentacji Walii Parry zadebiutował 18 lutego 2004 roku w wygranym 4:0 towarzyskim meczu ze Szkocją. 30 maja 2004 roku w wygranym 1:0 towarzyskim pojedynku z Kanadą strzelił pierwszego gola w drużynie narodowej.